# Conjuración de Catilina
La conjuración de Catilina fue una conjura política fraguada por Lucio Sergio Catilina con la intención de tomar el poder en la República Romana en el año 63 a. C. por la vía militar.

## Desarrollo

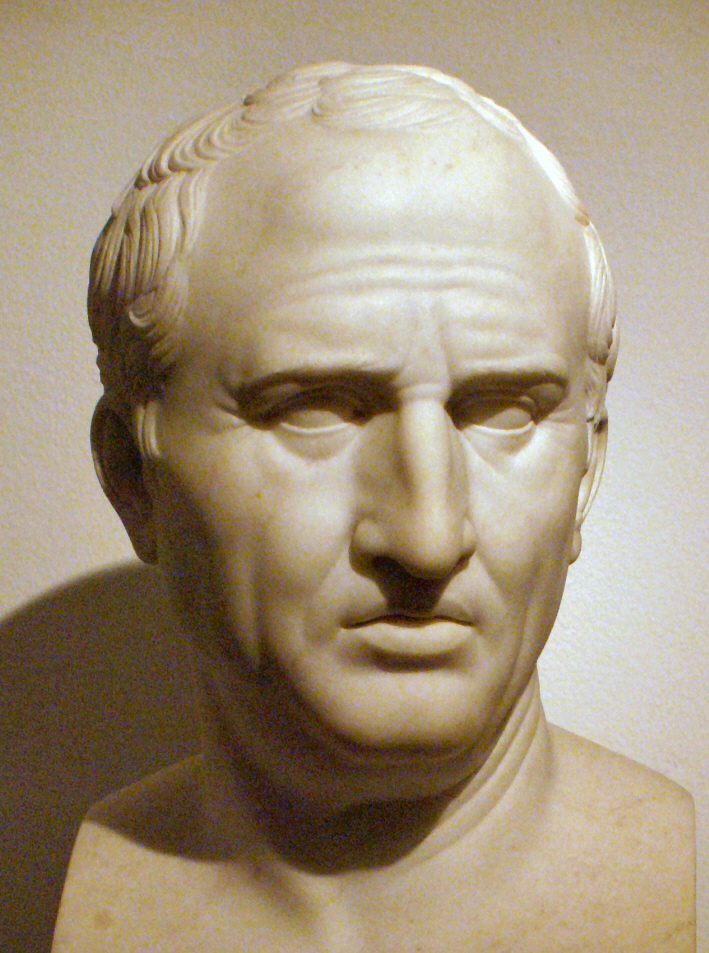
«Que las armas cedan ante el rango de la toga de la paz». Cicerón no dejó que nadie olvidara nunca su afirmación de que en el 63 a. C., con la derrota de la conjuración de Catilina, él había salvado la República.

Durante la república romana tardía, el senador Lucio Sergio Catilina comenzó a ganarse la enemistad de la aristocracia romana, quien le temía a él y a sus planes económicos, que  promovían la cancelación completa de las tabulae novae y las reivindicaciones de ampliar el poder de las asambleas de la plebe. Catilina se postuló varias veces por el consulado sin éxito, lo que quebró definitivamente sus ambiciones políticas. La única posibilidad de obtener el consulado era ya a través de medios ilegítimos, la conjuración o la revolución.
Privado de sus apoyos políticos, Catilina derivó hacia el populismo más exacerbado y comenzó a reclutar un nutrido grupo de hombres de las clases senatoriales y ecuestres descontentos con la política del Senado. Promoviendo su política de condonación de deudas, Catilina reunió a muchos pobres bajo su bandera. Envió a Cayo Manlio, un antiguo centurión del ejército, para liderar la conjura en Etruria, donde éste consiguió reunir un ejército, especialmente entre los veteranos de Sila. Envió también a otros hombres a tomar posiciones importantes a lo largo de la península itálica e inició una pequeña revuelta de esclavos en Capua. Mientras el malestar de la población se dejaba sentir por los campos romanos, Catilina hizo los preparativos finales para la conjura en Roma. La acción debía iniciarse simultáneamente en varios puntos de Italia, especialmente en Etruria, donde, como puso al descubierto la rebelión de Lépido, existía un particular descontento entre la población y los veteranos. Sus planes incluían los incendios y la matanza de senadores, tras los cuales se uniría al ejército reunido por Manlio. La revolución siempre según los planes iniciales habría de alcanzar finalmente a la ciudad de Roma, donde la promesa de un programa social sostendría a Catilina como dictador o como cónsul. Para llevar estos planes a cabo, Cayo Vornelio y Lucio Vargunteio deberían asesinar a Cicerón al amanecer del 7 de noviembre del 63 a. C.
Aunque los políticos populares como Craso y César estuvieron al corriente de la conjuración, parece lo más probable que permanecieran alejados de ella por considerar los planes demasiado radicales o difíciles de llevar a cabo. Cicerón tuvo, sin embargo, conocimiento de lo que se tramaba cuando Quinto Curio, uno de los senadores, le alertó del peligro a través de su amante Fulvia, convirtiéndose en uno de sus informadores. De este modo, Cicerón pudo escapar de una muerte segura.
Poco después, Cicerón denunciaría a Catilina ante el senado en el primero de los discursos de las Catilinarias. De ese momento es una de sus más famosas frases: 

Quousque tandem abutere, Catilina, patientia nostra?
¿Hasta cuando abusarás de nuestra paciencia, Catilina?

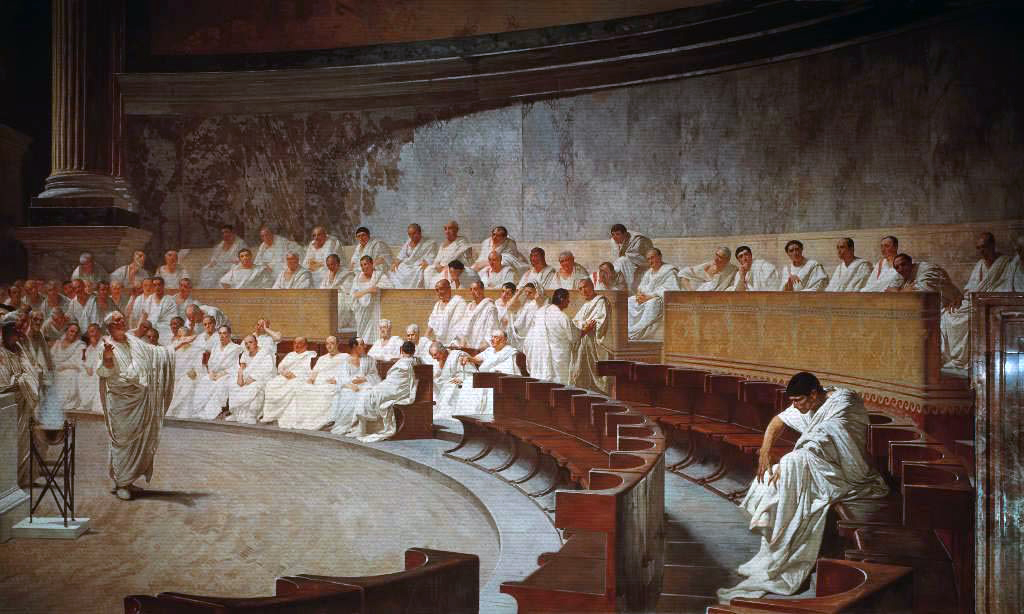
Cicerón ataca en el Senado al conspirador Catilina (fresco del de Cesare Maccari).

Se dice que Catilina reaccionó de forma airada asegurando que, si él se quemaba, lo haría en medio de la destrucción general. Inmediatamente después de esto salió en dirección a su casa, mientras el Senado autorizaba a Cicerón a hacer uso del senatus consultum ultimum. En la noche del 22 de octubre del 63 a. C, Catilina huyó de Roma bajo el pretexto de que se dirigía a un exilio voluntario en Masilia. Sin embargo, se dirigió hacia el campamento de Manlio en Etruria.
Mientras Catilina preparaba su ejército, y los conspiradores continuaban con sus planes, supieron que una delegación de los alóbroges estaba en Roma buscando amparo contra la opresión de su gobernador.
Justamente por ese tiempo se hallaban de embajada en Roma dos bárbaros pertenecientes a la tribu de los alóbroges, así que Léntulo no tuvo mejor idea que tratar de atraerlos a su causa. La idea era que, al estallar la revolución, cruzasen los Alpes con su caballería y se unieran a los sublevados. Para conquistar su favor, Léntulo se valió de los servicios de Publio Umbreno, personaje conocido de los galos por haber hecho asiduamente negocios en su país, y de Publio Gabinio Capito, un líder conspirador de la clase ecuestre. Umbreno expuso a los embajadores de los alóbroges toda la conjura, incluyendo nombres, fechas, planes y lugares. A fin de convencerlos les narró la consabida historia, según la cual los augurios indicaban que Publio Cornelio Léntulo Sura iba a ser el tercer Cornelio que gobernase Roma. De esta manera la conjura fue revelada.
La delegación tomó rápidamente ventaja de esta oportunidad e informó a Cicerón, quien instruyó a los delegados para obtener un provecho tangible de la conjuración. Cinco de los líderes conspiradores escribieron cartas a los alobroges para que los delegados mostraran a su pueblo que existía una esperanza en esta conjura, pero estas cartas fueron interceptadas en su camino hacia la Galia en el puente Milvio. Entonces Cicerón leyó estas cartas incriminatorias en el Senado. La sesión senatorial del 5 de diciembre fue decisiva: en ella Catón solicitó la pena de muerte para los conjurados, que Cicerón aplicaría inmediatamente pese a la brillante defensa realizada por César, quien dijo:

«Omnis homines, patres conscripti, qui de rebus dubiis consultant, ab odio, amicitia, ira atque misericordia vacuos esse decet. Haud facile animus verum providet, ubi illa officiunt, neque quisquam omnium lubidini simul et usui paruit. Ubi intenderis ingenium, valet; si lubido possidet, ea dominatur, animus nihil valet. Magna mihi copia est memorandi, patres conscripti, quae reges atque populi ira aut misericordia inpulsi male consuluerint. Sed ea malo dicere, quae maiores nostri contra lubidinem animi sui recte atque ordine fecere. Bello Macedonico, quod cum rege Perse gessimus, Rhodiorum civitas magna atque magnifica, quae populi Romani opibus creverat, infida et advorsa nobis fuit. Sed postquam bello confecto de Rhodiis consultum est, maiores nostri, ne quis divitiarum magis quam iniuriae causa bellum inceptum diceret, inpunitos eos dimisere. Item bellis Punicis omnibus, cum saepe Carthaginienses et in pace et per indutias multa nefaria facinora fecissent, numquam ipsi per occasionem talia fecere: magis, quid se dignum foret, quam quid in illos iure fieri posset, quaerebant. Hoc item vobis providendum est, patres conscripti, ne plus apud vos valeat Publius Lentuli et ceterorum scelus quam vostra dignitas neu magis irae vostrae quam famae consulatis. Nam si digna poena pro factis eorum reperitur, novum consilium adprobo; sin magnitudo sceleris omnium ingenia exsuperat, his utendum censeo, quae legibus conparata sunt. Plerique eorum, qui ante me sententias dixerunt, conposite atque magnifice casum rei publicae miserati sunt. Quae belli saevitia esset, quae victis acciderent, enumeravere: rapi virgines, pueros, divelli liberos a parentum complexu, matres familiarum pati, quae victoribus conlubuissent, fana atque domos spoliari, caedem , incendia fieri, postremo armis, cadaveribus, cruore atque luctu omia conpleri. Sed per deos inmortalis, quo illa oratio pertinuit? An uti vos infestos coniurationi faceret? Scilicet, quem res tanta et tam atrox non permovit, eum oratio accendet. Non ita est neque cuiquam mortalium iniuriae suae parvae videntur; multi eas gravius aequo habuere. Sed alia aliis licentia est, patres conscripti. Qui demissi in obscuro vitam habent, si quid iracundia deliquere, pauci sciunt: fama atque fortuna eorum pares sunt; qui magno imperio,praediti in excelso aetatem agunt, eorum facta cuncti mortales novere. Ita in maxuma fortuna minuma licentia est; neque studere neque odisse, sed minume irasci decet; quae apud alios iracundia dicitur, ea in imperio superbia atque crudelitas appellatur. Equidem ego sic existumo, patres conscripti, omnis cruciatus minores quam facinora illorum esse. Sed plerique mortales postremo meminere et in hominibus inpiis sceleris eorum obliti de poena disserunt, si ea paulo severior fuit. Decimus Silanum, virum fortem atque strenuum, certo scio, quae dixerit, studio rei publicae dixisse neque illum in tanta re gratiam aut inimicitias exercere: eos mores eamque modestiam viri cognovi. Verum sententia eius mihi non crudelis quid enim in talis homines crudele fieri potest? -, sed aliena a re publica nostra videtur. Nam profecto aut metus aut iniuria te subegit, Silane, consulem designatum genus poenae novum decernere. De timore supervacaneum est disserere, cum praesertim diligentia clarissumi viri consulis tanta praesidia sint in armis. De poena possum equidem dicere, id quod res habet, in luctu atque miseriis mortem aerumnarum requiem, non cruciatum esse; eam cuncta mortalium mala dissolvere; ultra neque curae neque gaudio locum esse. Sed, per deos inmortalis, quam ob rem in sententiam non addidisti, uti prius verberibus in eos anmadvorteretur? An quia lex Porcia vetat? At aliae leges item condemnatis civibus non animam eripi, sed exsilium permitti iubent. An quia gravius est verberari quam necari? Quid autem acerbum aut nimis grave est in homines tanti facinoris convictos? Sin, quia levius est, qui convenit in minore negotio legem timere, cum eam in maiore neglegeris? At enim quis reprehendet, quod in parricidas rei publicae decretum erit? Tempus, dies, fortuna, cuius lubido grentibus moderatur. Illis merito accidet, quicquid evenerit; ceterum vos patres conscripti, quid in alios stutuatis, considerate! Omnia mala exempla ex rebus bonis orta sunt. Sed ubi imperium ad ignaros eius aut minus bonos pervenit, novum illud exemplum ab dignis et idoneis ad indignos et non idoneos transfertur. Lacedaemonii devictis Atheniensibus triginta viros inposuere, qui rem publicam eorum tractarent. Ii primo coepere pessumum quemque et omnibus invisum indemnatum necare: ea populus laetari et merito dicere fieri. Post, ubi paulatim licentia crevit, iuxta bonos et malos lubidinose interficere, ceteros metu terrere: ita civitas servitute oppressa stultae laetitiae gravis poenas dedit. Nostra memoria victor Sulla cum Damasippum et alios eius modi, qui malo rei publicae creverant, iugulari iussit, quis non factum eius laudabat? Homines scelestos et factiosos, qui seditionibus rem publicam exagitaverant, merito necatos aiebant. Sed ea res magnae initium cladis fuit. Nam uti quisque domum aut villam, postremo vas aut vestimentum alicuius concupiverat, dabat operam, ut is in proscriptorum numero esset. Ita illi, quibus Damasippi mors laetitiae fuerat, paulo post ipsi trahebantur neque prius finis iugulandi fuit, quam Sulla omnis suos divitiis explevit. Atque ego haec non in Marcus Tullio neque his temporibus vereor; sed in magna civitate multa et varia ingenia sunt. Potest alio tempore, alio consule, cui item exercitus in manu sit, falsum aliquid pro vero credi. Ubi hoc exemplo per senatus decretum consul gladium eduxerit, quis illi finem statuet aut quis moderabitur? Maiores nostri, patres conscripti, neque consili neque audaciae umquam eguere; neque illis superbia obstat, quo minus aliena instituta, si modo proba erant, imitarentur. Arma atque tela militaria ab Samnitibus, insignia magistratuum ab Tuscis pleraque sumpserunt. Postremo, quod ubique apud socios aut hostis idoneum videbatur, cum summo studio domi exsequebantur: imitari quam invidere bonis malebant. Sed eodem illo tempore Graeciae morem imitati verberibus animadvortebant in civis, de condemnatis summum supplicium sumebant. Postquam res publica adolevit et multitudine civium factiones valuere, circumveniri innocentes, alia huiusce modi fieri coepere, tum lex Porcia aliaeque leges paratae sunt, quibus legibus exsilium damnatis permissum est. Hanc ego causam, patres conscripti, quo minus novum consilium capiamus, in primis magnam puto. Profecto virtus atque sapientia maior illis fuit, qui ex parvis opibus tantum imperium fecere, quam in nobis, qui ea bene parta vix retinemus. Placet igitur eos dimitti et augeri exercitum Catilinae? Minume. Sed ita censeo: publicandas eorum pecunias, ipsos in vinculis habendos per municipia, quae maxume opibus valent; neu quis de iis postea ad senatum referat neve cum populo agat; qui aliter fecerit, senatum existumare eum contra rem publicam et salutem omnium facturum».
“Es conveniente que todos los hombres, padres conscriptos, que deliberan sobre cosas dudosas, estén vacíos de odio, amistad, ira y misericordia. No fácilmente prevé el espíritu la verdad, cuando aquellas cosas estorban, y nadie obedeció al mismo tiempo a su deseo y a su interés. Cuando has puesto atención, el espíritu vale; si posee la pasión, si ésta domina, no vale nada. Tengo gran posibilidad de recordar, padres conscriptos, qué cosas han resuelto mal reyes y pueblos impulsados por la ira o por la misericordia. Pero prefiero decir aquellas cosas que hicieron nuestros mayores contra el deseo de su espíritu recta y ordenadamente. En la guerra macedónica, que hicimos con el rey Perseo, la grande y magnífica ciudad de rodios, que había crecido con las ayudas del pueblo romano, nos fue desleal y adversa. Pero después que, terminada la guerra, se deliberó sobre los rodios, nuestros mayores, para que nadie dijera que se había empezado la guerra más por causa de sus riquezas que de su injuria, los dejaron impunes. Igualmente, en todas las guerras púnicas, habiendo hecho a menudo los cartagineses muchos crímenes nefandos no sólo en la paz sino también durante las treguas, ellos mismos nunca hicieron cosas de tal clase a pesar de la ocasión: buscaban más qué sería digno de ellos que qué podrían hacerse con derecho contra aquellos. Igualmente esto debe ser previsto por vosotros, padres conscriptos, para que no pueda más ante vosotros el crimen de Publio Léntulo y de los demás que vuestra dignidad ni tengáis en cuenta vuestra cólera más que vuestro prestigio. Pues si se encuentra un castigo digno con relación a sus hechos, apruebo esta decisión nueva; pero si la magnitud del crimen supera los ingenios de todos, estimo que ha de usarse de estas cosas que han sido establecidas por las leyes. Muchos de aquellos, que dijeron sus opiniones antes de mí, lamentaron ordenada y magníficamente la desgracia de la república. Cuál sería la crueldad de la guerra, qué ocurriría a los vencidos, enumeraron: ser robados doncellas, muchachos, ser arrancados hijos del abrazo de sus padres, soportar las madres de familia las cosas que les agradaran a los vencedores, ser despojados templos y casas, hacerse matanza, incendios, en resumen, llenarse todas las cosas de armas, de cadáveres, de sangre y de luto. Pero, por los dioses inmortales, ¿a dónde llevó aquel discurso? ¿Acaso a haceros enemigos de la conjuración? Sin duda, a quien no conmovió tan grave y atroz cosa lo encenderá un discurso. No es así, y a ninguno de los mortales le parecen pequeñas las sus injurias: muchos las estimaron con más rigor de lo justo. Pero hay una libertad para cada uno, padres conscriptos. Los que tienen su vida hundidos en lo oscuro, si por ira delinquieron en algo, pocos lo saben, su fama y su fortuna son iguales; los que pasan su vida en lo alto, dotados de un gran poder, sus hechos conocieron todos los mortales. Así, en máxima fortuna hay mínima libertad. Conviene no sentir afición ni odiar, pero mucho menos airarse. La que en otros se llama iracundia, ésta en el poder se llama soberbia y crueldad. Ciertamente así yo estimo, padres conscriptos, que todos los suplicios son menores que los delitos de aquéllos. Pero muchos mortales recuerdan las últimas cosas y en el caso de hombres malvados, olvidados de su delito, comentan del castigo si éste fue un poco demasiado severo. Sé ciertamente que las cosas que ha dicho Decio Silano, varón firme y enérgico, las ha dicho por amor a la república y que en tan gran asunto no lo han movido el favor ni las enemistades: reconocí que éstas son las costumbres de este hombre y ésta su moderación. Pero su opinión me parece a mí no cruel (pues ¿qué puede hacerse cruel contra unos hombres de tal clase?) sino impropia de nuestra república. Pues, ciertamente, o el miedo o la injuria te obligó, Silano, como cónsul designado, a decretar un nuevo tipo de castigo. De temor es superfluo hablar, sobre todo cuando por la diligencia de nuestro cónsul, hombre preclaro, hay tantas guardias en armas. Del castigo, ciertamente, puedo decir lo que tiene el hecho, que en el luto y las miserias la muerte es el descanso de las penas, no un suplicio; que esta disuelve todos los males de los mortales; que más allá no hay lugar ni para la preocupación ni para la alegría. Pero, por los dioses inmortales, ¿por qué no añadiste a tu parecer que antes se castigara a estos con azotes? ¿Acaso porque lo prohibe la ley Porcia? Pero otras leyes, igualmente, ordenan que no se quite la vida a los ciudadanos condenados, sino que se les permita el exilio. ¿Acaso porque es más grave ser azotado que ser matado? En cambio, ¿qué hay cruel o demasiado grave contra hombres convictos de un crimen tan grande? Pero si es porque es más leve, ¿cómo es lógico temer a la ley en un asunto menor, cuando en uno mayor la has despreciado? Pero, en efecto, ¿quién nos reprenderá, porque se haya dado un decreto contra los parricidas de la república? El tiempo, los días, la fortuna, cuyo capricho rige los pueblos. A aquéllos merecidamente les sucederá lo que les haya sucedido. Por lo demás, vosotros, padres conscriptos, considerad qué vais a establecer para otros. Todos los malos ejemplos surgieron de cosas buenas. Pero cuando el poder llega a ignorantes de él o menos buenos, aquel ejemplo nuevo se traslada de dignos e idóneos a indignos y no idóneos. Los lacedemonios impusieron a los vencidos atenienses treinta hombres, para que rigiesen su república. Éstos, primero, empezaron por matar a todo hombre pésimo y odioso a todos, sin hacerle juicio. El pueblo se alegraba de estas cosas y decía que se hacía merecidamente. Después, cuando poco a poco creció la licencia, mataban tanto a buenos como a malos caprichosamente, y aterrorizaban a los demás de miedo: así la ciudad oprimida por la servidumbre pagó graves penas por su necia alegría. En nuestro recuerdo, Sila vencedor, cuando mandó que fueran degollados Damasipo y otros de este género, que habían crecido por el mal de la república, ¿quién no alababa su acción? Decían que aquellos hombres criminales y facciosos, que habían alterado la república con sus sediciones, habían sido matados merecidamente. Pero este asunto fue el comienzo de una gran calamidad. Pues según cada uno había deseado la casa o la finca, por último el vaso o el vestido de alguien, se esforzaba para que éste estuviese en el número de los proscritos. Así aquellos, para quienes la muerte de Damasipo había servido de alegría, poco después ellos mismos eran arrastrados; y no hubo final de matar antes de que Sila llenó a todos los suyos de riquezas. Y yo mismo no temo estas cosas en Marco Tulio ni en estos tiempos, pero en una gran ciudad hay muchos y variados caracteres. Puede en otro tiempo, con otro cónsul, que tenga igualmente un ejército en su mano, ser creído por verdadero algo falso: cuando con este ejemplo por medio de un decreto del senado el cónsul haya desenvainado su espada, ¿quién le establecerá límite o quién lo moderará?
Nuestros mayores, padres conscriptos, nunca carecieron de prudencia ni de decisión y no les impedía la soberbia para que imitasen las instituciones ajenas, si realmente eran buenas. Las armas defensivas y las armas militares de ataque las tomaron de los samnitas, muchas insignias de los magistrados de los etruscos. En resumen, lo que parecía idóneo en todas partes, entre los aliados o entre los enemigos, lo seguían en su país con sumo afán; preferían imitar las cosas buenas que envidiarlas. Pero en aquel mismo tiempo, imitando la costumbre de Grecia, castigaban con azotes a los ciudadanos, aplicaban el sumo suplicio a los condenados. Después que creció la república y se hicieron valer las bandas de ciudadanos por su multitud, y que empezaron a ser atacados los inocentes, y a hacerse otras cosas de este estilo, entonces se prepararon la ley Porcia y otras leyes, por las cuales leyes se permitió el exilio a los condenados. Yo mismo considero esta causa principalmente grande, padres conscriptos, para que no tomemos una decisión nueva. Ciertamente, hubo mayor valor y sabiduría en aquellos, que hicieron tan gran poder a partir de pequeñas fuerzas que en nosotros, que apenas retenemos estas cosas bien nacidas. ¿Me parece, pues, bien que éstos sean libertados y que se aumente el ejército de Catilina? De ninguna manera. Pero así pienso que se deben confiscar sus bienes, que han de tenerse en cárceles en municipios que pueden muchísimo en riquezas, para que nadie consulte al senado después sobre ellos ni lo trate con el pueblo; que quien vaya a obrar de otra manera, que el senado estime que él va a obrar contra la república y contra la salvación de todos”.
SALUSTIO, De coniuratione catilinae, LI

Los cinco conspiradores fueron ejecutados sin juicio en la prisión del Tuliano. De esta forma se puso fin a la conjura en Roma.
Tras haber sido informado de la noticia sobre el desastre en Roma, Catilina (declarado hostis (enemigo) desde el 15 de noviembre) y su poco equipado ejército iniciaron la marcha hacia la Galia, para luego volverse hacia Roma en multitud de ocasiones, en un vano intento de evitar el combate. Inevitablemente, Catilina se vio forzado a luchar, por lo que eligió enfrentarse al ejército de Antonio cerca de Pistoria (la actual Pistoia), con la esperanza de que Antonio perdiera la batalla y desanimara al resto de los ejércitos. El mismo Catilina luchó con bravura en la batalla, y una vez constatado que no existía esperanza de victoria, se lanzó contra el grueso del enemigo. En el recuento de los cadáveres, todos los soldados de Catilina se encontraron con heridas frontales, y el cadáver del mismo Catilina se halló adelantado a sus propias líneas. Se le cortó la cabeza y ésta fue llevada a Roma, como prueba pública de que el conspirador había muerto.
La acusación de tratar de acabar con la República, en los términos que fue planteada, es, según diversos autores, exagerada y vacía de significado.